# SM U-3 (Austro-Ugarska)
SM U-3 ili U-III bio je vodeći brod klase podmornica U-3 koju je izgradila i rabila Austrougarska ratna mornarica (njem. kaiserliche und königliche Kriegsmarine ili k.u.k. Kriegsmarine) prije i tijekom Prvoga svjetskog rata. Podmornica je izgrađena kao dio plana evaluacije dizajna stranih podmornica, a izgradio ju je Germaniawerft u Kielu u Njemačkoj.
U-3 je autoriziran 1906., započet u ožujku 1907., porinut u kolovozu 1908. i prevezen iz Kiela u Pulu u siječnju 1909. godine. Ova podmornica dvostrukoga trupa bila je duga nešto manje od 42 m, a istiskivala je između 240 i 300 tona (260 i 330 kratkih tona) ovisno o tome je li bila na površini ili ispod nje. Dizajn podmornice bio je slabih ronilačkih kvaliteta pa je učinjeno nekoliko modifikacija dubinskih kormila i krilca na U-3 tijekom njezinih prvih godina u Austrougarskoj vojsci. Njezino naoružanje pri izgradnji sastojalo se od dviju pramčanih torpednih cijevi sa zalihom od triju torpeda, no pridodan joj je palubni top 1915. godine.
Brod je stavljen u službu Austrougarske ratne mornarice u rujnu 1909. godine, te je služio kao vježbeni brod — ponekad obavivši do deset krstarenja na mjesec — tijekom početaka Prvoga svjetskog rata 1914. godine. Na početku toga sukoba ova je podmornica bila jedna od samo četiri operativne podmornice u austrougarskoj floti U-Bootova. U prvoj godini rata U-3 je provodio izviđačka krstarenja izvan Kotora. Dana 12. kolovoza 1915. godine U-3 je oštećen nakon neuspješnoga torpednog napada na talijansku naoružanu trgovačku krstaricu, a nakon što je sljedećega dana izronio na površinu potopio ga je francuski razarač. Zapovjedni časnik i šestorica mornara s U-3 poginuli su u napadu, a 14 preživjelih je zarobljeno.

## Vanjske poveznice
- U-3 na uboat.net
- Austrougarske podmorničke snage